# Contea di Todd (Dakota del Sud)
La contea di Todd ( in inglese Todd County ) è una contea dello Stato del Dakota del Sud, negli Stati Uniti. La popolazione al censimento del 2000 era di 9 050 abitanti, passati a 9.612 in occasione di quello successivo del 2010.
Si tratta di una delle poche contee che non ha un vero e proprio capoluogo, alcune delle funzioni amministrative vengono svolte a Winner, situata nella Contea di Tripp.